# حباك رفيع المنقار
حباك رفيع المنقار (الاسم العلمي: Ploceus pelzelni) نوع من الطيور الصغيرة من فصيلة الحباك، متوطن في أنغولا، بوروندي، الكاميرون، جمهورية الكونغو، جمهورية الكونغو الديمقراطية، ساحل العاج، الغابون، غانا، كينيا، نيجيريا، رواندا، سيراليون، السودان، تنزانيا، توغو، أوغندا وزامبيا.